# Skillshare
 (avril 2020).
Skillshare est une communauté d'apprentissage américaine en ligne pour les personnes souhaitant apprendre à partir de vidéos éducatives,,. Les cours, qui ne sont pas accrédités, sont disponibles par abonnement,. La majorité des cours se concentrent sur l'interaction plutôt que sur l'enseignement, dans le but principal d'apprendre en réalisant un projet. Les principales catégories de cours sont les arts créatifs, le design, l'entrepreneuriat, le mode de vie, la technologie et bien d'autres sujets.

## Histoire
Michael Karnjanaprakorn et Malcolm Ong ont commencé Skillshare à New York (État de New York) en novembre 2010. Le site a été mis en ligne en avril 2011,. Auparavant, Karnjanaprakorn dirigeait l'équipe produit de Hot Potato, un produit de réseau social acheté par Facebook. Ong était chef de produit chez OMGPop (en),. En août 2011, Skillshare a levé 3,1 millions de dollars en financement de série A dirigé par Union Square Ventures (en) et Spark Capital (en). Fin 2013, Skillshare avait levé un financement de 4,65 millions de dollars  et de 6 millions de dollars en février 2014, avec un financement codirigé par Union Square Ventures et Spark Capital. Le financement total a atteint 10 millions de dollars.
Skillshare a organisé la Penny Conference en avril 2012, une discussion d'une journée sur le système éducatif actuel et comment le réformer , avec Michael Karnjanaprakorn, le cofondateur de Codecademy, Zach Sims, et Adam Braun (en), fondateur de Pencils of Promise (en), comme haut-parleurs.
Skillshare a lancé 15 cours en ligne à "votre rythme" en août 2012 ,,,, avec des étudiants collaborant à la réalisation d'un projet. En novembre 2013, il a accueilli plus de 250 cours  et a lancé sa School of Design.
Skillshare a collaboré avec Levi's pour lancer l'École de MakeOurMark en octobre 2013  mettant l'accent sur la créativité individuelle avec des cours de photographie, de tatouage et de diverses formes d'illustration.
En mars 2014, Skillshare est passé à un modèle d'adhésion pour 9,95 $ par mois. Plus tard cette année-là, la société a annoncé une nouvelle plate-forme ouverte, où tout le monde pourrait être professeur de cours, et une option d'adhésion gratuite pour regarder une quantité limitée de contenu de classe chaque mois.
En mai 2016, Skillshare a levé 12 millions de dollars en financement de série B.  La société a levé 28 millions de dollars supplémentaires en financement de série C en juillet 2018 (20 millions de dollars en capitaux propres et 8 millions de dollars en dette de capital-risque).
En mars 2019, Skillshare comptait plus de 27000 classes premium et plus de 2000 classes gratuites disponibles. La plateforme a introduit la fonctionnalité "Groupes" qui permet aux membres de se connecter avec d'autres créateurs, de partager leur travail et de faire passer les compétences au niveau supérieur en engageant des discussions et des invites. Cette fonctionnalité permet de se connecter plus facilement avec d'autres membres Skillshare - poser des questions, donner et recevoir des commentaires ou simplement discuter des intérêts.

## Cours
Skillshare organise des cours sur la publicité, les affaires, le design, la mode et le style, le film et la vidéo, la nourriture et les boissons, la musique, la photographie, les jeux, la technologie, l'écriture et l'édition , souvent dispensés par des chefs de file de l'industrie. Tous les cours en ligne sont à votre rythme,.
Les instructeurs notables incluent Seth Godin (entrepreneuriat),, Jessica Hische (en) (écriture), Young Guru (en) (mixage et enregistrement audio),, Yuko Shimizu (techniques d'encrage et de dessin), Marc Ecko (entrepreneuriat et création de marque),, Gary Vaynerchuk (stratégie de médias sociaux), Guy Kawasaki (entrepreneuriat) et Paula Scher (graphisme).
En juin 2018, l'entreprise a lancé Skillshare Originals, une collection de cours produits par l'équipe interne de Skillshare.